# Ріту Ар'я
Ріту Ар'я (англ. Ritu Arya; нар. 17 вересня 1988, Гілфорд, Англія, Велика Британія) — англійська акторка, яка стала знана за виконанням ролі Меган Шарми в мильній опері «Лікарі» (2017), що принесла їй номінацію на премію «British Soap». Подальше визнання здобула завдяки ролям Флеш у науково-фантастичному серіалі «Люди» (2016—2018) та Лілі Піттс у серіалі Netflix «Академія Амбрелла» (2020—2024). Вона також знялася у фільмі «Пристойне суспільство» (2023) у ролі Лени Хан.

## Ранні роки
Мати й батько працювали у сфері нерухомості. Має індійське походження і двох братів, Ромі й актора Рахула. Перші ролі отримала у підлітковому віці. Здобула ступінь бакалавра з астрофізики в Саутгемптонському університеті, де вона виступала в складі Театральної групи Саутгемптонського університету та Товариства комедій, включно з численними шоу на Единбурзькому фестивалі Fringe. Згодом вступила до Оксфордської школи драми.

## Кар'єра
Після низки ролей у короткометражних фільмах отримала повторювану роль лікарки Меган Шарми в британській мильній опері «Лікарі», за яку 2017 року її номінували на премію «British Soap» як найкращого новачка. 2014 року з'явилася гостьовій ролі в серіалі «Шерлок», а пізніше виконувала повторювану роль андроїда Флеш в серіалі «Люди» (2016—2018). 2019 року з'явилася в ролі Дженни у фільмі «Щасливого Різдва», який став комерційно успішним. Наступного року зіграла роль Лави в серіалі Netflix «Як же добре…» і в серіалі «Доктор Хто».
2020 року зіграла роль Ліли Піттс у другій серії оригінального серіалу Netflix «Академія Амбрелла» і повторила цю роль в третьому сезоні, який вийшов 2022 року. Журнал «Bustle» описав її роботу у серіалі як «приголомшливою», а Uproxx назвав Ар'ю «вайлд-кардом» шоу. 2021 року з'явилась у фільмі Netflix «Червоне повідомлення». Знялася у фільмі Ґрети Ґервіг «Барбі», який вийшов 2023 року.
Була барабанницею та учасницею гурту «KIN», який випустив дебютний сингл «Sharing Light» у квітні 2020 року. Прем'єра наступного синглу «LOVE» відбулася 6 серпня 2020 року. 16 жовтня 2022 року «KIN» опублікував заяву про те, що Ар'я покинула гурт, а останній концерт з нею відбувся 14 жовтня 2022 року в Лондоні.

## Фільмографія
| Рік       |    | Українська назва         | Оригінальна назва       | Роль                      |
| --------- | -- | ------------------------ | ----------------------- | ------------------------- |
| 2013—2017 | с  | Лікарі                   | Doctors                 | Шухіндер Нейн/Меган Шарма |
| 2013      | с  | Тунель                   | The Tunnel              | дівчина з бюро            |
| 2014      | с  | Шерлок                   | Sherlock                | Гейл                      |
| 2015      | кф | Моя прекрасна біла шкіра | My Beautiful White Skin | Паріта                    |
| 2016      | с  | Правосуддя - це ми       | We The Jury             | Кейт                      |
| 2016—2018 | с  | Люди                     | Humans                  | Флеш                      |
| 2017      | с  | Креканорі                | Crackanory              | Елені/Бет                 |
| 2017      | ф  | Дафна                    | Daphne                  | Рашида                    |
| 2017      | ф  | Жесаміна                 | Jessamine               | Соня                      |
| 2017      | кф | Супер розпізнавач        | The Super Recogniser    | Агентка Вільямс           |
| 2018      | кф |                          | Lady Parts              | Сайра                     |
| 2018—2019 | с  | Лікарня «Добра карма»    | The Good Karma Hospital | Барша Намбісан            |
| 2019      | с  |                          | Sticks and Stones       | Бекі                      |
| 2019      | ф  | Щасливого Різдва         | Last Christmas          | Дженна                    |
| 2020      | с  | Доктор Хто               | Doctor Who              | Гат                       |
| 2020      | с  | Незнайомка               | The Stranger            | Мікаела                   |
| 2020      | с  | Як же добре...           | Feel Good               | Лава                      |
| 2020—2024 | с  | Академія Амбрелла        | The Umbrella Academy    | Ліла Піттс                |
| 2021      | ф  | Червоне повідомлення     | Red Notice              | Інспекторка Урваші Дас    |
| 2023      | ф  | Пристойне суспільство    | Polite Society          | Лена                      |
| 2023      | ф  | Барбі                    | Barbie                  | Журналістка Барбі         |

### Театр
| Рік  | Назва                  | Роль                  | Місце                                   | Примітки |
| ---- | ---------------------- | --------------------- | --------------------------------------- | -------- |
| 2013 | Carpe Diem             | Айша                  | Королівський національний театр, Лондон | [ 27 ]   |
| 2014 | The Fourth Wise Man    | Саміра                | Театр «Єдиноріг», Лондон                | [ 28 ]   |
| 2015 | Русалонька             | Русалонька / Ансамбль | Тур Великою Британією                   | [ 29 ]   |
| 2015 | We Know Where You Live | Асма                  | Театр Фінборо, Лондон                   | [ 30 ]   |
| 2015 | Красуня і чудовисько   | Белль                 | Театр Polka, Лондон                     | [ 31 ]   |
| 2016 | Noises Off             | Мак                   | Nottingham Playhouse, Ноттінгем         | [ 32 ]   |
| 2017 | Мати Різдво            | Грейс                 | Театр Хемпстед, Лондон                  | [ 33 ]   |
| 2018 | Genesis Inc.           | Серена                | Театр Хемпстед, Лондон                  | [ 34 ]   |